# Butch Cassidy och Sundance Kid
Butch Cassidy och Sundance Kid (originaltitel: Butch Cassidy and the Sundance Kid) är en amerikansk westernfilm från 1969 i regi av George Roy Hill.

## Handling
Filmen handlar om två bankrånare, Butch Cassidy (Paul Newman) och hans partner, Sundance Kid (Robert Redford). De rånar banker och tåg i vilda västern, men när de blir jagade dag och natt flyr de till Bolivia, och börjar om där.

## Om filmen
Filmen bygger på levnadshistorien om två verkliga personer, Butch Cassidy (Robert Leroy Parker) och Sundance Kid (Harry Longabaugh).
Filmen hade svensk premiär 30 oktober 1969 på biograferna Rigoletto, Rival och Riverside i Stockholm.
Den första av en rad filmer som George Roy Hill gjorde med Paul Newman och/eller Robert Redford.
Butch Cassidy och Sundance Kid vann fyra Oscar vid Oscarsgalan 1970: bästa originalmanus, bästa foto, bästa originalmusik och bästa sång för Raindrops Keep Fallin' on My Head.

## Rollista (i urval)
- Paul Newman - Butch Cassidy
- Robert Redford - Sundance Kid
- Katharine Ross - Etta Place
- Strother Martin - Percy Garris
- Cloris Leachman - Agnes
- Ted Cassidy - Harvey Logan
- Sam Elliott - kortspelare